# الجيش الرابع بانزر
الجيش الرابع بانزر (بالألمانية: Panzerarmeeoberkommando 4) هو نفسه المجموعة الرابعة بانزر (بالألمانية: Panzergruppe 4) قبل تحويلها رسميا إلى قوة عسكرية بحجم جيش ميداني، وهو جيش بانزر ألماني شارك في معارك الحرب العالمية الثانية ولعب دورا محوريا في غزو فرنسا ثم معارك الجبهة الشرقية.

## المجموعة الرابعة بانزر
كان الفيلق السادس عشر هو نواة المجموعة الرابعة بانزر والتي تشكلت في برلين بحلول فبراير من عام 1938 وشارك في غزو بولندا ثم المعارك في الغرب، وبحلول فبراير من عام 1941 تشكّلت المجموعة الرابعة بانزر والتي أخذت على عاتقها مهام الفيلق السادس عشر تحت قيادة مجموعة الجيوش الجنوبية.
وتكونت المجموعة الرابعة بانزر من:
- الفيلق السادس والخمسون بانز (بقيادة يوهانس بلوك)
- الفيلق السادس والأربعون بانزر (بقيادة فالتر فرايز)
- الفيلق الثامن (بقيادة فالتر هارتمان)

## القادة
- جنرال أوبرست (بالألمانية: Generaloberst) إريتش هيوبنر (13 فبراير 1940 - 12 يناير 1941)
- جنرال أوبرست إريتش هيوبنر (15 فبراير 1941 - 7 يناير 1942)
- جنرال أوبرست ريتشارد روف (8 يناير 1942 - 31 مايو 1942)
- جنرال أوبرست هرمان هوث (31 مايو 1942 - 10 نوفمبر 1943)
- جنرال أوبرست إرهارد راوس (10 نوفمبر 1943 - 21 إبريل 1944)[2]
- جنرال أوبرست جوزيف هارب (18 مايو 1944 - 28 يونيو 1944)
- جنرال البانزر (بالألمانية: General der Panzertruppen) فالتر نهرينغ (28 يونيو 1944 - 5 أغسطس 1944)
- جنرال البانزر هرمان بالك (5 أغسطس 1944 - 21 سبتمبر 1944)
- جنرال البانزر فريتز-هوبرت غراسر (21 سبتمبر 1944 - 8 مايو 1945)

## طالع أيضًا
- قائمة الوحدات العسكرية الألمانية في الحرب العالمية الثانية
- مجموعة الجيوش الوسطى
- عملية بارباروسا والحالة الزرقاء
- معركة كورسك
- هجوم لفوف-ساندومييرز
- بداية معركة برلين
- معركة هالب - تحوّل الفيلق الخامس للعمل تحت قيادة الجيش التاسع قبل اندلاع المعارك مباشرةً
- هجوم براغ

## وصلات خارجية
- Axis History Factbook